# Condado de Nicholas (Kentucky)
El condado de Nicholas (en inglés: Nicholas County), fundado en 1800, es uno de 120 condados del estado estadounidense de Kentucky. En el año 2000, el condado tenía una población de 6,813 habitantes y una densidad poblacional de 14 personas por km². La sede del condado es Carlisle. El nombre del condado tiene su origen en honor al río Nicholas.

## Geografía
Según la Oficina del Censo, el condado tiene un área total de 510 km² (196,9 mi²), de la cual 510 km² (196,9 mi²) es tierra y 0 km² (0 mi²) (0.0%) es agua.

### Condados adyacentes
- Condado de Robertson (norte)
- Condado de Fleming (noreste)
- Condado de Bath (sureste)
- Condado de Bourbon (suroeste)
- Condado de Harrison (noroeste)

## Demografía
Según la Oficina del Censo en 2000, los ingresos medios por hogar en el condado eran de $29,886, y los ingresos medios por familia eran $35,491. Los hombres tenían unos ingresos medios de $26,960 frente a los $21,102 para las mujeres. La renta per cápita para el condado era de $15,880. Alrededor del 13.20% de la población estaban por debajo del umbral de pobreza.

## Localidades
- Carlisle
- East Union
- Headquarters
- Hooktown
- Moorefield
- Myers